# 2-フロ酸
2-フロ酸（英語: 2-furoic acid）または、2-フランカルボン酸（英語: 2-furancarboxylic acid）は、フラン環にカルボキシ基が結合した有機化合物である。他のフラン類とともに、その名前はラテン語でふすま（糠）を意味するfurfurに由来する。2-フロ酸は、保存料や香料として食品に広く使用され、甘く土臭い風味を与える。

## 歴史
この化合物は1780年にカール・ヴィルヘルム・シェーレによって初めて記述され、彼は粘液酸の乾留によってこの化合物を得た。このため、当初はピロ粘液酸として知られていた。これはフラン化合物の最初の合成として知られており、2番目は1821年のフルフラールである。それにも関わらず、後のフラン類の命名規則を定めたのはフルフラールであった。

## 合成

Nocardia corallinaによるフルフリルアルコール（R = CH_{2}OH）またはフルフラール（R = CHO）の2-フロ酸への生物変換

2-フロ酸は、フルフリルアルコールまたはフルフラールの酸化によって合成できる。これは化学的にも生体触媒的にも達成できる。
現在の工業的製法は、NaOH水溶液中でのフルフラールのカニッツァーロ反応である。これは不均化反応であり、2-フロ酸とフルフリルアルコールの比率は1：1である（それぞれの収率は50％）。どちらの化合物も商品価値があるため、経済的である。生体触媒的製法では、微生物のNocardia corallinaを用いる。これにより、より高い収率で2-フロ酸が生産される（2-フルフリルアルコールから98%、2-フルフラールから88%という高い収率で2-フロ酸を生産する。しかし、商業化には至っていない。

## 利用

ジロキサニドは2-フロ酸から誘導される抗アメーバ薬で、WHO必須医薬品モデル・リストに掲載されている。

商業的には、2-フロ酸はフロ酸エステルの製造によく使われ、その一部は医薬品や殺虫剤となる。

### 食品
香料成分であり、1995年にアメリカ食品香料製造者協会 (FEMA) によって、一般に安全（GRAS）と認められた。2-フロ酸には、甘い、油っぽい、草のような、土のようなと表現される独特の匂いがある 。
2-フロ酸は、多くの食品の滅菌とパスチャライズに役立つ。2-フルフラールからその場で生成する。2-フロ酸はコーヒーの焙煎中にも生成する（最大205mg/kg）。

### 光学的特性
2-フロ酸の結晶は、200 - 2,000 nmの波長領域で高い透明性を示し、130℃まで安定で、一般に紫外、可視、赤外領域での吸収が低い。光学的および誘電的研究において、2-フロ酸の結晶は、温度範囲＜318 Kでは常誘電体として、温度範囲＞318 Kでは強誘電体として作用する可能性がある。

## 微生物代謝
2-フロ酸は、シュードモナス・プチダ（Pseudomonas putida）にとって、唯一の炭素とエネルギーの供給源となる。この生物は好気的に化合物を分解する。

## 危険性
LD50は100 mg/kg (経口、ラット)である